# کلارنس وایت
کلارنس وایت (انگلیسی: Clarence White؛ ۷ ژوئن ۱۹۴۴ – ۱۴ ژوئیهٔ ۱۹۷۳) یک موسیقی‌دان اهل ایالات متحده آمریکا بود. وی بین سال‌های ۱۹۵۴ تا ۱۹۷۳ میلادی فعالیت می‌کرد.